# Nervus maxillaris
De nervus maxillaris of bovenkaakszenuw is de tweede aftakking van de nervus trigeminus afkomstig uit het ganglion trigeminale. Deze zenuw is verantwoordelijk voor de sensibiliteit van het bovenkaakbeen met bijbehorende tanden, de bovenlip, het zachte gehemelte, de neus en de kaakholte.
De nervus maxillaris bevat enkel sensibele zenuwvezels. De zenuw verlaat de schedel door het foramen rotundum, een rond gat in de ala major van het wiggenbeen (os sphenoidale).

## Aftakkingen
- Nervus zygomaticus
- Nervus pterygopalatinus
- Nervus infraorbitalis

I: N. olfactorius · II: N. opticus · III: N. oculomotorius · IV: N. trochlearis · V: N. trigeminus (N. ophthalmicus · N. maxillaris · N. mandibularis) · VI: N. abducens · VII: N. facialis · VIII: N. vestibulocochlearis · IX: N. glossopharyngeus · X: N. vagus · XI: N. accessorius · XII: N. hypoglossus